# Allokton (geologi)

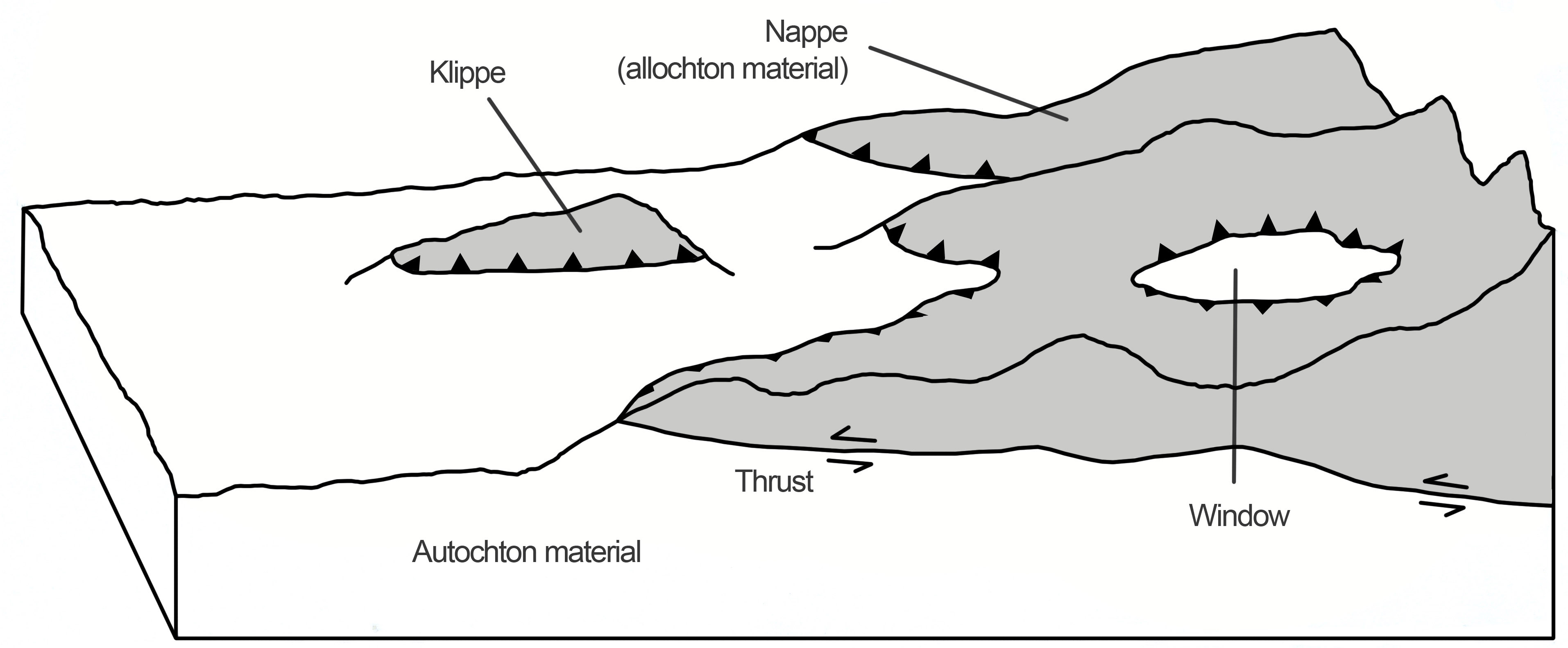
Schematisk översikt över allokterad berggrund

Allokton (fr grekiska allo=annan och chthon=jord) är en geologisk benämning på berggrund som genom olika tektoniska processer transporterats från den plats den bildades på. Man talar om ”långtransporterad berggrund”.
Termen allokton används också för att beteckna att enskilda bergarter eller största delen av deras beståndsdelar är bildade av material som inte fanns på platsen utan har transporterats dit. Om t.ex. växtmaterial transporterats av en flod ut i en havsvik, begravts och inkolats där, talar man om allokterat kol.
Motsatsen till allokton är autokton.